# Cheap Day Return
«Cheap Day Return» es la tercera canción del álbum Aqualung, de la banda británica de rock progresivo Jethro Tull (1971).
Es una canción autobiográfica, escrita por Ian Anderson tras volver de visitar a su padre, gravemente enfermo.
- Datos: Q5765361